# П
П, п (cursiva П, п), similar a la griega Π, pero con distinto valor de unicode, es una letra del alfabeto cirílico normativo, vigésimo séptima de orden en este, utilizada en todos aquellos idiomas en que se escribe. Su sonido del Alfabeto Fonético Internacional es /p/.

## Uso

### Sistema numeral cirílico
En la antigüedad, en el sistema numeral cirílico, esta letra tenía el valor numérico 80.

## Unicode
Las claves para unicode son U+041F para mayúscula y U+043F para minúscula.

## Parecido con Pi griega
El alfabeto cirílico proviene del griego, teniendo una gran influencia histórica por el imperio Bizantino. En una realidad tienen un valor de carácter distinto, así como si se busca una y otra en un motor de búsqueda por Internet pueden aparecer valores diferentes. La letra proviene de la misma pi (Π{\displaystyle \pi }) y a la vez del carácter copto también llamado pi (Ⲡⲡ).

## Tabla de códigos
| Codificación de caracteres | Tipo      | Decimal | Hexadecimal | Octal  | Binario             |
| -------------------------- | --------- | ------- | ----------- | ------ | ------------------- |
| Unicode                    | Mayúscula | 1055    | 041F        | 002037 | 0000 0100 0001 1111 |
| Unicode                    | Minúscula | 1087    | 043F        | 002077 | 0000 0100 0011 1111 |
| ISO 8859-5                 | Mayúscula | 191     | BF          | 277    | 1011 1111           |
| ISO 8859-5                 | Minúscula | 223     | DF          | 337    | 1101 1111           |
| KOI 8                      | Mayúscula | 240     | F0          | 360    | 1111 0000           |
| KOI 8                      | Minúscula | 208     | D0          | 320    | 1101 0000           |
| Windows 1251               | Mayúscula | 207     | CF          | 317    | 1100 1111           |
| Windows 1251               | Minúscula | 239     | EF          | 357    | 1110 1111           |
Sus códigos HTML son: &#1055; o &#x41F; para la minúscula y &#1087; o &#x43F; para la minúscula.